# Chiến tranh Việt – Chiêm (1446)
Chiến tranh Việt – Chiêm 1446 là cuộc chiến do thái hậu nhiếp chính Nguyễn Thị Anh của Đại Việt phát động năm 1446 nhằm bình định vương quốc Chiêm Thành. Quân Đại Việt đã bắt sống được vua Bí Cai (Maha Vijaya) của Chiêm Thành đem giải về kinh sư.

## Diễn biến
Tháng 5, năm 1444 quốc vương Chiêm Thành là Bí Cai vào cướp thành châu Hóa, cướp bắt nhân dân. Thái hậu Nguyễn Thị Anh (nhiếp chính cho hoàng đế Lê Nhân Tông mới 5 tuổi) sai Lê Bôi và Lê Khả đem 10 vạn quân đi đánh.
Tháng 4, năm 1445 Chiêm Thành lại vào cướp thành An Dung của châu Hóa. Ngày 25, triều đình sai Lê Thận, Lê Xí đi đánh Chiêm Thành.
Tháng 12, năm 1445 thái hậu sai Lê Khả đem quân đi đánh Chiêm Thành.
Tháng giêng năm 1446, đúng kỳ hội quân lớn, chọn người khoẻ mạnh đi đánh Chiêm Thành. Sai dân phu vận chuyển lương thực tới huyện Hà Hoa.
Đai Việt sử ký toàn thư chépː "Thái hậu Nguyễn Thị Anh thấy quốc vương Chiêm Thành là Bí Cai nhiều lần dốc quân cả nước vào cướp, cho nên ngày 22, cùng tháng sai Lê Thụ, Lê Khả, Lê Khắc Phục đem hơn 60 vạn quân đi đánh Chiêm Thành".
Tháng 2, ngày 23, các quân của Lê Thụ đến các xứ Ly Giang, Đa Lang, Cổ Lũy mở thông đường thủy, dựng đắp thành lũy để đánh nhau với giặc, phá tan giặc, thừa thắng đánh thẳng đến cửa biển Thi Nại.
Tháng 4, ngày 25, các quân của Lê Thụ tiến công thành Chà Bàn phá tan quân Chiêm, bắt được vua Bí Cai và các phi tần, bộ thuộc, ngựa voi vũ khí, cùng các hàng tướng rồi đem quân về. Có 33.500 tù nhân người Chiêm bị bắt về Đại Việt.
Cháu thúc bá của vua Chiêm cũ Bố Đề là Ma Ha Quý Lai đã đầu hàng từ trước, nay sai bề tôi là Chế Cữu, Ma Thúc, Bà Bị sang chầu, dâng biểu xưng thần, xin cho lập làm vua Chiêm (tức Maha Kali).
Tháng 6, quốc vương Chiêm Thành Bí Cai bị giải đến Thái miếu để làm lễ dâng tù cáo thắng trận. Chúa Chiêm Thành Bí Cai và ba người phi tần giữ lại ở kinh sư. Thái hậu Nguyễn Thị Anh sai sứ đi tìm những người Chiêm ở kinh thành từ trước trao cho tả hữu của vua Chiêm và các hàng trong nước Chiêm cho về nước.